# Aérodrome de Côn Đảo
L'aérodrome de Côn Đảo ou aérodrome de Cỏ Ống (code IATA : VCS • code OACI : VVCS) est un aérodrome vietnamien situé sur l'île de Côn Son (archipel de Côn Đảo), en mer de Chine méridionale. Il possède une piste en béton de 1 287 m, capable d’accueillir des avions de type ATR 72.

## Situation

### Carte des aéroports du Viêtnam
| Vân Đồn (2018) Thọ Xuân Chu Lai Liên Khuong Đà Nẵng Hải Phòng Cat Bi Hanoï Saïgon Nha Trang Phú Quốc Vinh Buôn Ma Thuôt Cà Mau Côn Đảo Đồng Hới Pleiku Phù Cát Phú Bài Rach Gia Nà Sản Đông Tác Vũng Tàu Cần Thơ Diên Biên Phu Quảng Trị |

## Compagnies et destinations
La compagnie de service aérienne vietnamienne (VASCO) dessert des vols vers Hô Chi Minh-Ville (aéroport international de Tân Sơn Nhất) et Cần Thơ (aéroport international de Cần Thơ). Vietnam Airline dessert Con Son vers la plupart des grandes villes vietnamienne.
| Compagnies                       | Destinations                              |
| -------------------------------- | ----------------------------------------- |
| Vietnam Airlines opéré par VASCO | Cần Thơ, Hô Chi Minh Ville (Tân Sơn Nhất) |

Édité le 24/07/2018